# Premi als millors efectes especials (Festival de Sitges)
El Premi als millors efectes especials és un dels premis concedits pel jurat de la secció oficial del Festival Internacional de Cinema de Catalunya als millors efectes especials en una pel·lícula de la secció oficial del certamen.

## Guardonats
| Any  | Efectista | Pel·lícula                          | País                     | Referència |
| ---- | --- | ----------------------------------- | ------------------------ | ---------- |
| 1971 | Mario Bava | La badia de la sang                 | Itàlia                   | [ 1 ]      |
| 1972 | No concedit | -                                   | -                        | [ 1 ]      |
| 1973 | Oldřich Bosák | Dívka na koštěti                    | Txèquia                  | [ 2 ]      |
| 1974 | Luciano Byrd i Antonio Balandín                                                                                    | No profanar el sueño de los muertos | Espanya                  | [ 3 ]      |
| 1975 | David Cronenberg                                                                                                   | Vénen de dintre de...               | Canadà                   | [ 4 ]      |
| 1976 | Phil Cory | Bug                                 | Estats Units             | [ 5 ]      |
| 1977 | Al Griswold | Ràbia                               | Canadà · Estats Units    | [ 6 ]      |
| 1978 | Richard Franklin                                                                                                   | Patrick                             | Austràlia                | [ 7 ]      |
| 1978 | Dan Genis | Las abejas                          | Mèxic                    | [ 7 ]      |
| 1979 | Conrad Rothman | Set de sang                         | Austràlia                | [ 8 ]      |
| 1980 | Shih-Li Wang | Ye zhi ji                           | Taiwan                   | [ 9 ]      |
| 1981 | Equip d'efectes | Hell Night                          | Estats Units             | [ 10 ]     |
| 1982 | Tom Sullivan | Possessió infernal                  | Estats Units             | [ 11 ]     |
| 1983 | Bob McCarron | The Return of Captain Invincible    | Austràlia                | [ 12 ]     |
| 1984 | Christopher Tucker                                                                                                 | En companyia de llops               | Regne Unit               | [ 13 ]     |
| 1985 | John Dykstra | Força vital                         | Regne Unit               | [ 14 ]     |
| 1986 | Anthony Doublin John Naulin                                                                                        | From Beyond                         | Estats Units             | [ 15 ]     |
| 1987 | Equip d'efectes | Una història xinesa de fantasmes    | Hong Kong                | [ 16 ]     |
| 1988 | Equip d'efectes | Malson a Elm Street 4               | Estats Units             | [ 17 ]     |
| 1989 | Equip d'efectes | Amenaça nuclear                     | Estats Units             | [ 18 ]     |
| 1990 | Larry Hamlin, Tony Gardner                                                                                         | Darkman                             | Estats Units             | [ 19 ]     |
| 1991 | Equip d’efectes | Borrower                            | Estats Units             | [ 20 ]     |
| 1992 | Richard Taylor, Bob McCarron                                                                                       | Clínicament morta                   | Austràlia                | [ 21 ]     |
| 1993 | Cineflex Workshop                                                                                                  | The Wicked City                     | Hong Kong                | [ 22 ]     |
| 1994 | Ken Ralston, Greg Cannom                                                                                           | La màscara                          | Estats Units             | [ 23 ]     |
| 1995 | Steve Johnson, Richard Edlund                                                                                      | Species, espècie mortal             | Estats Units             | [ 24 ]     |
| 1996 | Richard Taylor | The Frighteners                     | Estats Units             | [ 25 ]     |
| 1997 | Industrial Light & Magic                                                                                           | Spawn                               | Estats Units             | [ 26 ]     |
| 1998 | Stan Winston i Stefen Fangmeier                                                                                    | Small Soldiers                      | Estats Units             | [ 27 ]     |
| 1999 | Hajime Matsumoto                                                                                                   | Ringu                               | Japó                     | [ 28 ]     |
| 2000 | Equip d’efectes | Faust: La revenja és a la sang      | Espanya · Estats Units   | [ 29 ]     |
| 2001 | Pitof | Vidocq                              | França                   | [ 30 ]     |
| 2002 | Richard R. Hoover                                                                                                  | Reign of Fire                       | Regne Unit               | [ 31 ]     |
| 2003 | Equip d'efectes | Gozu                                | Japó                     | [ 32 ]     |
| 2004 | Yuichi Yamamoto | Izo                                 | Japó                     | [ 33 ]     |
| 2005 | Thomas Mulack | The Piano Tuner of Earthquakes      | Regne Unit/ Estats Units | [ 34 ]     |
| 2006 | Jang Heui-cheol | L'hoste                             | Corea del Sud            | [ 35 ]     |
| 2007 | Equip d'efectes | Mushishi                            | Japó                     | [ 35 ]     |
| 2008 | Do-ahn Jung | Joheun nom nabbeun nom isanghan nom | Corea del Sud            | [ 36 ]     |
| 2009 | KNB EFX Group | Splice                              | Canadà                   | [ 37 ]     |
| 2010 | Gareth Edwards | Monsters                            | Regne Unit               | [ 38 ]     |
| 2011 | Lluís Castells i Cortegaza, Javier García                                                                          | EVA                                 | Espanya                  | [ 39 ]     |
| 2012 | Yee Kwok-leung, Garrett Lam, Ho Kwan-yeung                                                                         | The Viral Factor                    | Hong Kong                | [ 40 ]     |
| 2013 | Derek Lee, Clif Prowse                                                                                             | Afflicted                           | Canadà                   | [ 41 ]     |
| 2014 | Frank Ceglia, Kyle Ross Collinsworth, Joe Freeman                                                                  | El senyal                           | Estats Units             | [ 42 ]     |
| 2015 | Makoto Kamiya | I Am a Hero                         | Japó                     | [ 43 ]     |
| 2016 | Jung Hwang-su | Train to Busan                      | Corea del Sud            | [ 44 ]     |
| 2017 | Ferenc Deák | Jupiter's Moon                      | Hongria                  | [ 45 ]     |
| 2018 | Atsushi Doi | Killing                             | Japó                     | [ 46 ]     |
| 2019 | Iñaki Madariaga | El hoyo                             | Espanya                  | [ 47 ]     |
| 2020 | Maks Naporowski, Filip Jan Rymsza, Dariush Derakhshani                                                             | Mosquito State                      | Polònia                  | [ 48 ]     |
| 2021 | Phil Tippett | Mad God                             | Estats Units             | [ 49 ]     |
| 2022 | Equip d'efectes | Egō                                 | Finlàndia                | [ 50 ]     |
| 2023 | Frédéric Lainé, Jean-Christophe Spadaccini, Pascal Molina, Cyrille Bonjean-Jean, Bruno Sommier i Jean-Louis Autret | Le Règne animal                     | França/ Bèlgica          | [ 51 ]     |
| 2024 | Digital District & Machina Infinitum                                                                               | Else                                | França/ Bèlgica          | [ 52 ]     |